# Fonky Family
Fonky Family (также La Fonky или La FF) — французская хип-хоп-группа из Марселя. В её составе четыре рэпера — Le Rat Luciano, Menzo, Don Choa и Sat.
Первое их появление на сцене французского хип-хопа состоялось в 1994 году, после того, как IAM открыли дорогу молодым исполнителям из Марселя. в 1995 году они появились в песне «Les Bad Boys de Marseille» на соло альбоме «Métèque et mat» Akhenaton. Первый альбом «Si Dieu veut» вышел в 1997 году и вскоре получил золотой статус.
В 1998 г. группа была приглашена участвовать в сотрудничестве с Akhenaton в саундтреке к фильму «Такси» Люка Бессона. После успеха фильма саундтрек возглавил все французские чарты.
После нескольких совместных работ с различными участниками IAM в их сольных альбомах, группа весной 1999-го выпустила EP
«Hors série volume 1». «Hors série volume 2» вышел а 2000-м.
Второй альбом «Art de rue» выходит в 2001. После него многие участники группы начали развивать соло карьеру.
Le Rat Luciano уже выпустил соло альбом в 2000 году и Sat and Don Choa последовали за ним в 2001 и 2002 соответственно.
В январе 2006 г. выпускают третий альбом «Marginale Musique» (Jive/Sony BMG), который стартовал во французских чартах с первого номера.
Трек «La Furie et la Foi» стал в качестве саундтрека для фильма «Rodney Vs Daewon Round II».

## Дискография
- 1999: Hors Série Volume 1
- 1998: Si Dieu Veut…
- 2001: Art De Rue
- 2001: Hors Série Volume 2
- 2006: Marginale Musique